# هاروپ
هاروپ (به دانمارکی: Hårup) یک منطقهٔ مسکونی در دانمارک است که در شهرداری آرهوس واقع شده‌است. هاروپ ۷۶۳ نفر جمعیت دارد.